# Tinytrema yarra
Tinytrema yarra là một loài nhện trong họ Trochanteriidae. Loài này phân bố ở het westen van Australië.